# Froelichia nudicaulis
Froelichia nudicaulis là một loài thực vật thuộc họ Amaranthaceae. Đây là loài đặc hữu của Ecuador.